# Bertrand Marie de Lesseps
Bertrand Marie de Lesseps (3. februar 1875 – 28. august 1918) var en fransk fægter, som deltog i de olympiske lege OL 1908 i London i den individuelle og i holdkonkurrencen i sabel. Han var bror til Ismaël de Lesseps og Mathieu de Lesseps.